# Glâmbocu, Argeș
Glâmbocu (rezidenta) este un sat în comuna Bascov din județul Argeș, Muntenia, România. Se află în partea central-vestică a județului, în Podișul Cotmeana. La recensământul din 2011 avea o populație de 1041 de locuitori.